# Херберт Баке
Херберт Баке (на немски: Herbert Backe) е германски политик, който служи като министър на храната на Райха в кабинета на Хитлер от 1942 до 1945 г.
Той разработва и прилага План за глада, който предвижда смъртта чрез глад на милиони славянски и еврейски „безполезни ядници“ след Операция Барбароса, нахлуването през 1941 г. в Съветския съюз.
Този план е разработен по време на фазата на планиране на инвазията на Вермахта и предвижда отклоняване на украинските храни от Централна и Северна Русия и пренасочването им в полза на нахлуващата армия и населението в Нацистка Германия. В резултат на това, загиват милиони цивилни граждани в окупираните от Германия територии. Арестуван през 1945 г., трябва да бъде съден за военни престъпления в Нюрнберг в съдебния процес на министерствата, но се самоубива в затвора през 1947 г.

## Биография
Херберт Баке е роден в Батуми, син на пенсиониран пруски лейтенант, превърнал се в търговец. Майка му е кавказка немкиня, чието семейство е емигрирало от Вюртемберг в Русия в началото на 19 век. Той учи в гимназията в Тбилиси от 1905 г. и е интерниран след избухването на Първата световна война като неприятел чужденец, защото е гражданин на Германската империя. Този опит да бъде хвърлен в затвор за това, че е германец и свидетел на началото на болшевишката революция, прави Баке твърд антикомунист.
Премества се в Германия по време на руската гражданска война с помощта на шведския Червен кръст. В Германия първоначално е работник и се записва да следва агрономия в Университета в Гьотинген през 1920 г. След завършване на своята степен, той за кратко работи в областта на селското стопанство и след това става помощник-преподавател по земеделска география в Техническия университет в Хановер. През 1926 г. в университета в Гьотинген той представя своята докторска дисертация, озаглавена „Руската икономика на зърнени култури като основа на руското селско стопанство и руската икономика“. По-късно, след като Германия нахлува в Съветския съюз, публикува дисертацията си като книга в 10-хиляден тираж.
Баке се присъединява към СА през 1922 г. в Хановер и нацистката партия. След разпадането на регионалната политическа единица (Гау) за Южен Хановер, членството му изтича.
През 1927 г. е инспектор и администратор на голяма ферма в Померн. През 1928 г. се жени за Урсула. С финансовата подкрепа на своя тъст през ноември 1928 г. става наемател на около 950 акра в района на Алфелд. Той успява успешно да ръководи фермата. Накрая, се присъединява към СС през октомври 1933 г. Баке поема различни задължения в администрацията на Нацистка Германия, наследява Рихард Даре като министър на храните през май 1942 г. и става министър на земеделието през април 1944 г. Виден член на по-младото поколение нацистки технократи, които заемат второстепенни административни длъжности в нацистката система като Райнхард Хайдрих, Вернер Бест и Вилхелм Щукарт. Подобно на Щукарт, който държи истинската власт във Вътрешното министерство (официално ръководено от Вилхелм Фрик), Баке е де факто министър на земеделието при Даре, дори преди издигането му до тази длъжност.

## План за глада
Баке е лично номиниран от министъра на окупираните източни територии, Алфред Розенберг, като държавен секретар на Райхскомисариат Украйна, където може да изпълни стратегическата си политика – планът на глада. Целта на този план е да насърчи умишлено масовото гладуване на славянското цивилно население под германската окупация, като насочва всички хранителни доставки към германското население и Вермахта на Източния фронт. Най-важният съучастник на Баке е Ханс-Йоахим Рике, който оглавява селскостопанския сектор на Икономическия персонал Изток. Според историка Тимъти Снайдер, в резултат на плана на Баке, „4,2 милиона съветски граждани (до голяма степен руснаци, беларуси и украинци) са гладували от германските окупатори през 1941 – 1944 г.“
От април до май 1945 г. Баке продължава да бъде министър на храните в краткотрайното правителство след Хитлер на Фленсбург, водено от Карл Дьониц.

## Арест и самоубийство
След капитулацията на Германия му е наредено от съюзниците, заедно с Дорпмюлер, да летят до щаба на Айзенхауер и да поискат инструкции за първите стъпки за възстановяване.
Баке е изненадан, че е арестуван през 1945 г. в щаба на Айзенхауер в Реймс. Той смята, че американците ще се нуждаят от него като експерт, за да избегнат проблемите с глада. Баке се подготвя за очакван разговор с генерал Дуайт Айзенхауер. В писмо до съпругата си на 31 януари 1946 г. той защитава националсоциализма като една от „най-великите идеи на всички времена“, чийто най-силен удар е националсоциалистическата селскостопанска политика".
В съюзнически плен Баке е разпитван по време на Нюрнбергските процеси от 21 февруари и 14 март 1947 г. В килията си в затвора Баке написва два трактата – така нареченият голям доклад за живота си и работата му по националсоциализма, а също и на 31 януари 1946 г. завещание за съпругата му Урсула и неговите четири деца. Заради страха си, че ще бъде предаден на Съветския съюз, той се самоубива, като се обесва в затвора на 6 април 1947 г.